# Ectropothecium novae-guineae
Ectropothecium novae-guineae är en bladmossart som beskrevs av Schultze-motel 1963. Ectropothecium novae-guineae ingår i släktet Ectropothecium och familjen Hypnaceae. Inga underarter finns listade i Catalogue of Life.